# Alexander Henry Rhind

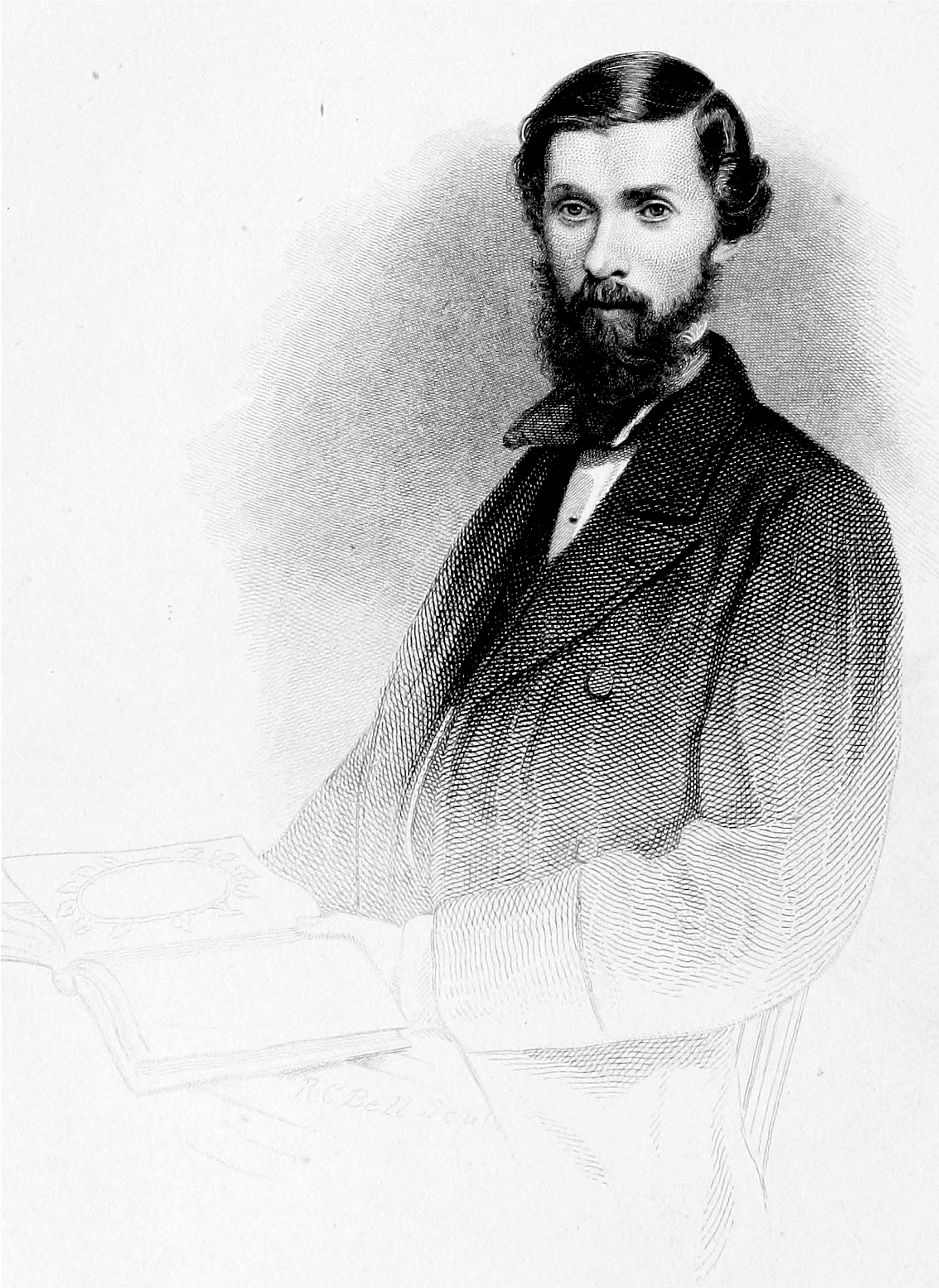
Alexander Henry Rhind

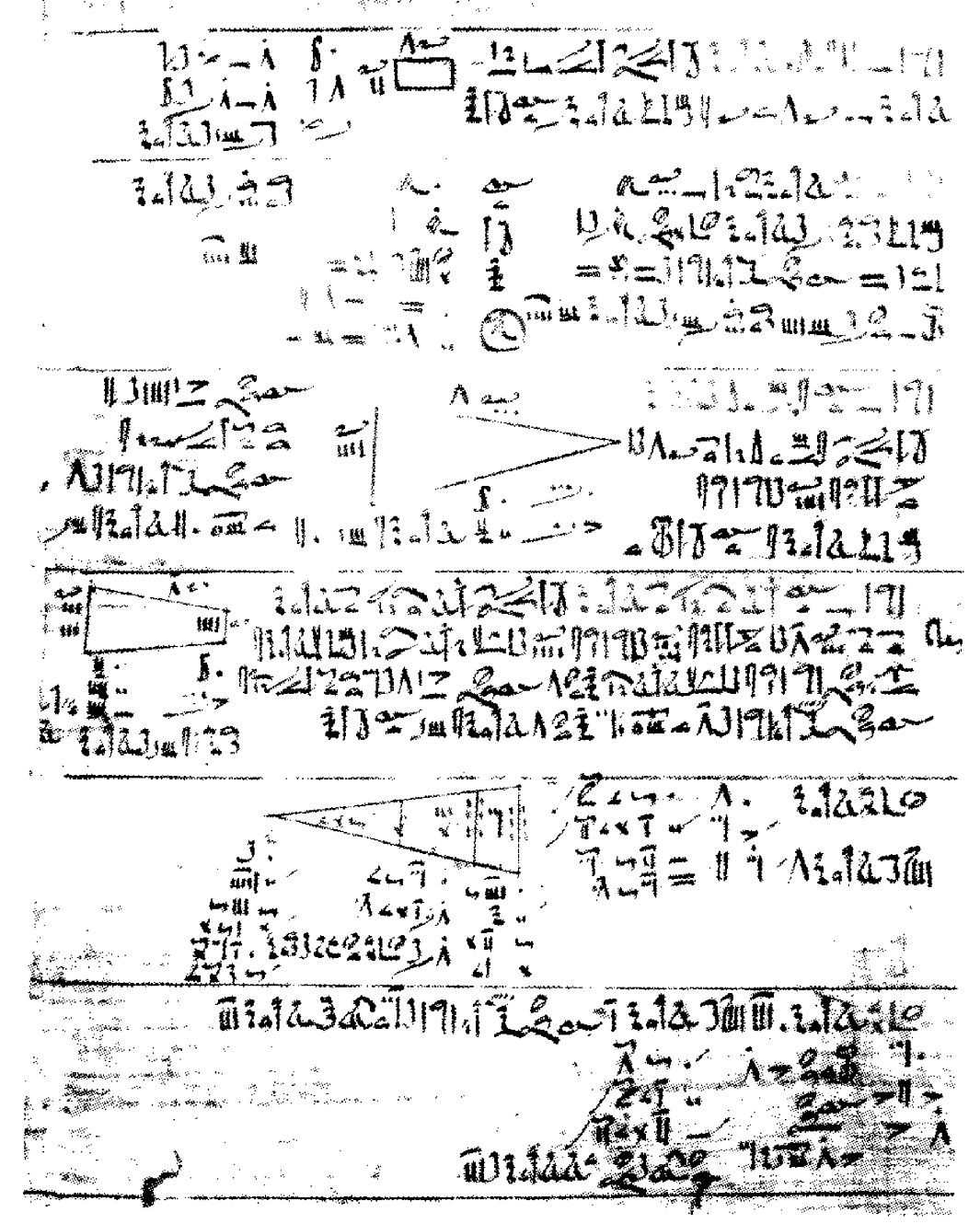
Der Papyrus Rhind

Alexander Henry Rhind (* 26. Juli 1833 in Wick/Schottland; † 3. Juli 1863 in Cadenabbia) war ein schottischer Anwalt und Ägyptologe, welcher den Papyrus Rhind entdeckte.

## Leben
Rhind stammte aus einer wohlhabenden Familie im schottischen Wick und studierte an der University of Edinburgh Naturgeschichte, Recht und Philosophie. Aus gesundheitlichen Gründen unternahm er von 1855 bis 1857 eine Reise nach Ägypten, wo er im Tal der Könige in Theben Ausgrabungen vornahm. 1858 kaufte er in einem illegalen Antiquariat in Luxor das so genannte Rechenbuch des Ahmes, das nach ihm Papyrus Rhind benannt wurde und eine annähernde Berechnung der Kreiszahl π enthält, sowie die Lederrolle ("Mathematical Leather Roll"). Beide Papyri wurden 1864 an das British Museum in London versandt, wo sie seither aufbewahrt werden. Es wird vermutet, dass beide Fundstücke ursprünglich aus dem Ramesseum stammen. Zusammen mit dem Papyrus Moskau sind sie bis heute die wichtigsten Dokumente zur Mathematik im Alten Ägypten.
1863 unternahm Rhind eine Reise auf dem Nil und gelangte von Kairo aus bis zum zweiten Katarakt in Wadi Halfa. Während der Reise verschlechterte sich sein Gesundheitszustand und er zog sich an den Comer See zurück, wo er am 3. Juli 1863 in La Maiolica in Cadenabbia im Schlaf verstarb.
Er hinterließ der Society of Antiquaries of Scotland seine Bibliothek mit etwa 1600 Bänden sowie Geldmittel zum Aufbau einer Stiftung, mittels welcher bis heute archäologische Tagungen unter der Bezeichnung Rhind lectures in Edinburgh durchgeführt werden.

## Publikationen
- British archeology, its progress and demands (1858).
- Facsimiles of two papyri found in a tomb at Thebes with a translation by Samuel Birch and an account of their discovery (1863).
- Law of treasure-trove: how can it be best adapted to accomplish useful results? (1858).
- Thebes: its tombs and their tenants, ancient and present (1862).
- An attempt to define how far the cymric encroached upon the Gaelic Branch of the early Celtic population of North Britain (1851–1854).
- An Account of an extensive collection of archaeological relics, and osteological remains from a “Pict’s House” at Kettleburn, Caithness, (1851–1854).
- British Primeval Antiquities (1854–1857).
- On one of the simple forms of Burial in use among the Ancient Egyptians, observed in a recent excavation at Geezeh (1854–1857).
- Excavation of Tumuli at Caithness, made in the Summer of 1856 (1854–1857).
- Egypt; its Climate, Character and Resources as a winter resort (1856).
- The Law of Treasure-Trove: How it can be best adapted to accomplish useful results (1857–1859).
- On the Use of Bronze and Iron in Ancient Egypt, with reference to general Archaeology (1857–1859).